# Kurowszczyzna (obwód brzeski)
Kurowszczyzna (biał. Куроўшчына, Kurouszczyna; ros. Куровщина, Kurowszczina) – wieś na Białorusi, w obwodzie brzeskim, w rejonie bereskim, w sielsowiecie Sielec, nad Jasiołdą.

## Historia
W XIX i w początkach XX w. wieś i dwa folwarki położone w Rosji, w guberni grodzieńskiej, w powiecie prużańskim, w gminie Sielec.
W dwudziestoleciu międzywojennym wieś i folwark leżące w Polsce, w województwie poleskim, w powiecie prużańskim, w gminie Sielec. W 1921 wieś i folwark liczyły łącznie 47 mieszkańców, zamieszkałych w 10 budynkach, wyłącznie Białorusinów wyznania prawosławnego.
Po II wojnie światowej w granicach Związku Sowieckiego. Od 1991 w niepodległej Białorusi.